# X+Y
X+Y é um filme britânico de 2014, do gênero comédia dramática, dirigido por Morgan Matthews, com atuação de Asa Butterfield, Rafe Spall, e Sally Hawkins.
O filme é inspirado em Beautiful Young Minds, um documentário da BBC, focado num jovem inglês matemático e prodígio de nome Nathan (Asa Butterfield), que tem dificuldade em compreender as pessoas, mas encontra conforto nos números. Quando ele é escolhido para participar na prova que acontece em Taiwan, que escolherá os representantes da Grã-Bretanha na Olimpíada Internacional de Matemática, embarca numa jornada em que enfrenta desafios inesperados, entre eles compreender a natureza do amor. O filme foi premiado no Toronto International Film Festival em 5 de setembro de 2014.
O filme apresenta canções gravadas previamente por Keaton Henson.

## Elenco
- Asa Butterfield como Nathan Ellis
- Rafe Spall como Martin Humphreys
- Sally Hawkins como Julie Ellis
- Eddie Marsan como Richard
- Jo Yang como Zhang Mei
- Jake Davies como Luke Shelton
- Alexa Davies como Rebecca
- Martin McCann como Michael Ellis
- Alex Lawther como Isaac Cooper
- Edward Baker-Close como Nathan Ellis (com 9 anos)

## Aceitação do público
O website Rotten Tomatoes reporta 87% de aprovação, ficando, pois, com uma classificação média de 6.7/10, baseado em 62 comentários. O consenso da aprovação do site diz: "Uma mente brilhante! O jovem é sensível, perceptivo e inteligente o suficiente para encontrar uma riqueza dramática enterrada sob uma narrativa bem trilhada.". Em Metacritic, o filme esteve com a contagem de 66 de 100 baseado em 15 críticas, indicando "comentários geralmente favoráveis".